# Batalla del Jarama
La batalla del Jarama fue un importante encuentro militar de la guerra civil española, que se desarrolló entre el 6 y el 27 de febrero de 1937.
La ofensiva la inició el ejército sublevado con la intención de cortar las comunicaciones de Madrid. Para algunos historiadores, esta ofensiva entra dentro de la batalla de Madrid. El diseño de la operación inicial era una acción de gran envergadura por el este de Madrid, la mayor parte de dicha batalla tuvo lugar en Rivas-Vaciamadrid, donde aún se pueden ver en la montaña las cuevas del bando Republicano; el río Jarama por su paso en Rivas y también en puente de Hierro/Puente de la Paz, con 2/3 de su recorrido en la zona de Rivas. Incluyó también la toma de Arganda del Rey, cortando las comunicaciones hacia Valencia y subir hasta Alcalá de Henares para alcanzar la carretera de Barcelona. La batalla toma el nombre de las primeras operaciones con la conquista en poco más de cuatro días de la zona del río Jarama. Las unidades republicanas, dispersas en el inicio de la ofensiva, se agruparon al mando del general José Miaja el 15 de febrero, conformando en total cuatro Divisiones o Agrupaciones que consiguen evitar el avance hacia Arganda. El ejército republicano contó entre los combatientes con las Brigadas Internacionales, en concreto las brigadas XI, XII, XIV y XV, que combatieron entre el Jarama y Morata de Tajuña.
La defensa republicana no solo retrasó los planes del bando sublevado para cercar Madrid, sino que hizo lo mismo con el final de la guerra.

## Fuerzas presentes durante la batalla

### Bando sublevado
Las fuerzas sublevadas estaban integradas en la llamada División Reforzada de Madrid (al mando de Luis Orgaz Yoldi). Dentro de la cual estaban presentes las brigadas I (Ricardo Rada Peral), II (Eduardo Sáenz de Buruaga), III (Fernando Barrón Ortiz), IV (Carlos Asensio Cabanillas) y V. En ellas estaban integradas unidades de la Legión, Regulares, unidades de Panzer I (en número de 55 carros), además de infantería, artillería (obuses de 155 mm), artillería antiaérea, unidades antitanque y zapadores. Cabe destacar la presencia de una bandera de la Legión compuesta por voluntarios irlandeses mandados por Eoin O'Duffy y que combatieron en la línea del frente entre Ciempozuelos y Titulcia. Su actuación fue tan rocambolesca como ineficaz. Tras los combates iniciales, las continuas bajas sufridas por las tropas moras ocasionaron serios problemas, al no contarse, puntualmente, con suficientes voluntarios marroquíes en esos momentos.
La fuerza aérea estaba compuesta por bombarderos Junkers-52/3m y los cazas Fiat CR.32 «Chirri» pilotados por españoles e italianos. Recibieron inicialmente serios reveses, debido a las peores prestaciones aéreas de los cazas italianos. Sin embargo la adopción de nuevas tácticas y el reemplazo por tripulaciones más combativas, principalmente españolas, lograron inclinar el dominio del aire al lado sublevado. El Alto Mando de toda la operación estaba compuesto por los generales José Enrique Varela, Luis Orgaz Yoldi y Ricardo Rada Peral.

### Fuerzas republicanas

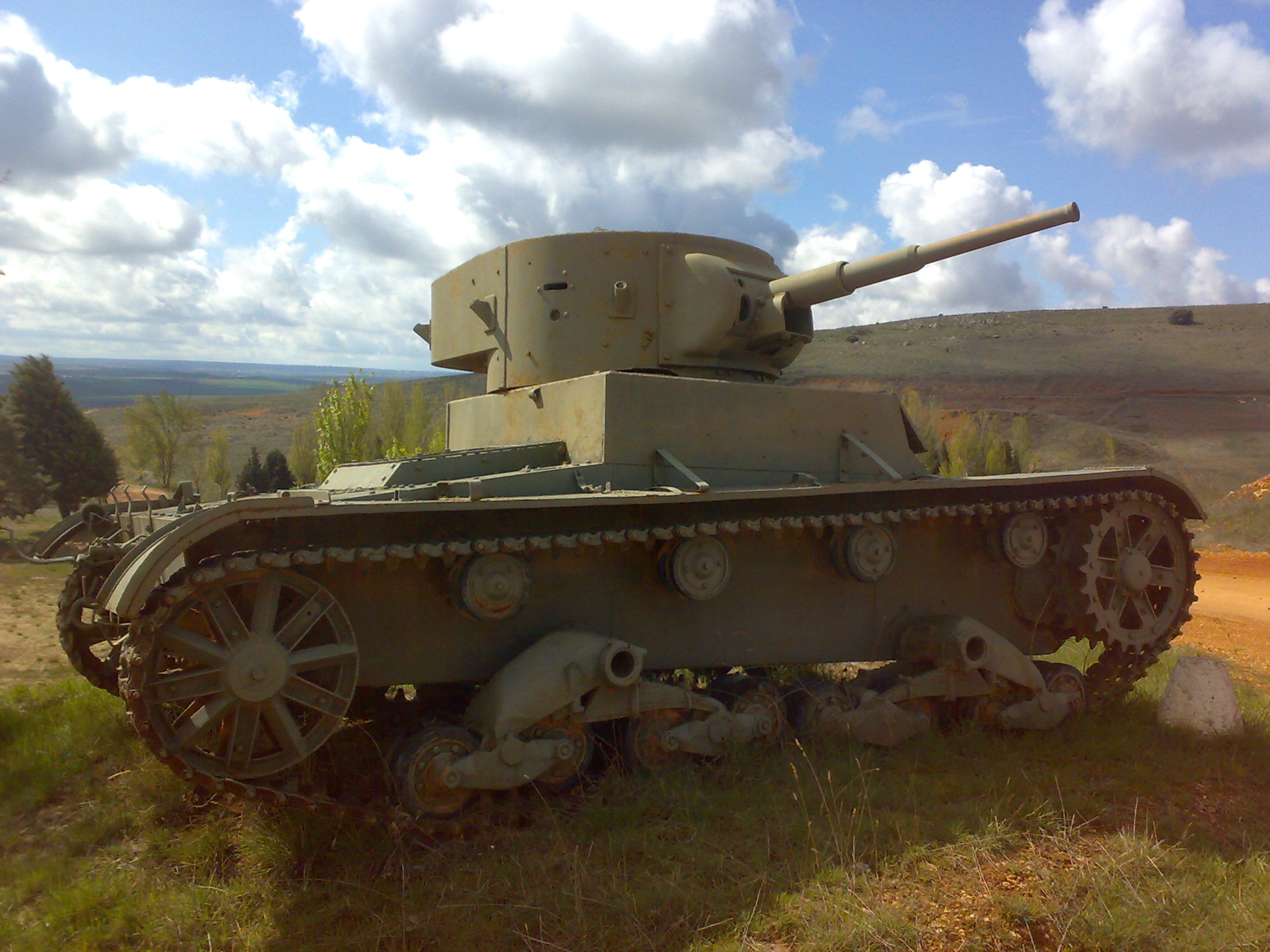
Carro soviético T-26 usado por las fuerzas republicanas.

Por el bando republicano estaban presentes las Brigadas Mixtas 17.ª, 18.ª, 19.ª, 23.ª, 24.ª, 45.ª, 48.ª, reforzada por varias unidades más de retaguardia como la 66.ª y las recién llegadas a la zona, las Internacionales XI, XII y XV formaban todas ellas tres divisiones de combate de infantería y unos 30 carros, una Agrupación de reserva y una Agrupación de artillería. Al mando estaban los coroneles Eliseo Chorda, Ricardo Burillo Stholle, Álvarez-Coque y el teniente coronel Fernando Casado Veiga. Cada unidad estaba dividida en brigadas y a su vez en batallones al mando de oficiales que actuaban de forma accidental como Ventura Monge hasta la llegada de mandos superiores que les remplazaran en la organización de las mismas, caso de Joaquín Pérez Martín-Parapar.
La fuerza aérea estaba compuesta por Polikarpov I-15 «Chato», Polikarpov I-16 «Mosca», Polikarpov RZ «Natacha» y Tupolev SB-2 «Katiuska»; destacando entre los ases republicanos García Lacalle.
El Alto Mando republicano lo componían los generales Sebastián Pozas Perea en primer momento, y fue sustituido por José Miaja y el Comandante Enrique Líster. Las rivalidades de planteamiento entre Pozas Perea y Miaja afectaron negativamente en el inicio de la batalla de las fuerzas republicanas, girando favorablemente la situación al recibir el mando Miaja, el cual era renuente a aportar las fuerzas que Pozas necesitaba para emprender una ofensiva por el Sur. Por otro lado, las diferencias de criterio entre los asesores militares rusos y los mandos republicanos españoles ocasionaron situaciones críticas en el desarrollo de las operaciones, dándose algunos problemas de coordinación en el apoyo de la aviación y carros a la infantería.
Los republicanos también sufrieron situaciones de escasez y abastecimiento erróneo de municiones en momentos cruciales debido a la sorpresa y falta de planificación. Una sección de ametralladoras del Batallón inglés de las Brigadas Internacionales no pudo usar sus máquinas por recibir cintas de munición de otro calibre, debiendo combatir con sus fusiles hasta la aniquilación, en la llamada "Colina del Suicidio".

## Los combates
El 6 de febrero, la División Reforzada de Madrid con unos 19 000 hombres de infantería y dos batallones con ametralladoras pesadas y de carros de combate alemanes, integrados en el Batallón de Carros de Combate y no en la Legión Cóndor, pues esta aún tardaría en incorporarse al conflicto, avanzó hacia Ciempozuelos hasta enfrentarse en los primeros días con algunas brigadas republicanas de no más de 3000 hombres que, en total, sufrieron bajas estimadas en 1800 en las primeras 48 horas. Al otro lado del río Jarama, la orografía permitía una defensa fácil al ejército republicano, ya que desde los riscos se dominaba todo el valle del Jarama.
El mando republicano había acumulado fuerzas en la zona, pues tenía planeado realizar una ofensiva. Pero el ataque de los rebeldes se les adelantó. Al no conocer bien las intenciones del enemigo, dividió sus fuerzas entre la línea del Manzanares y la de Jarama. Las Brigadas Internacionales todavía no estaban preparadas, sobre todo la XV, pero se les envió al frente el 7 de febrero. Algunas, como la XI, no llegaron al frente hasta el día 12. Además, aún no habían decidido quién debería ostentar el mando de la agrupación, a lo cual Lister atribuyó el retraso.

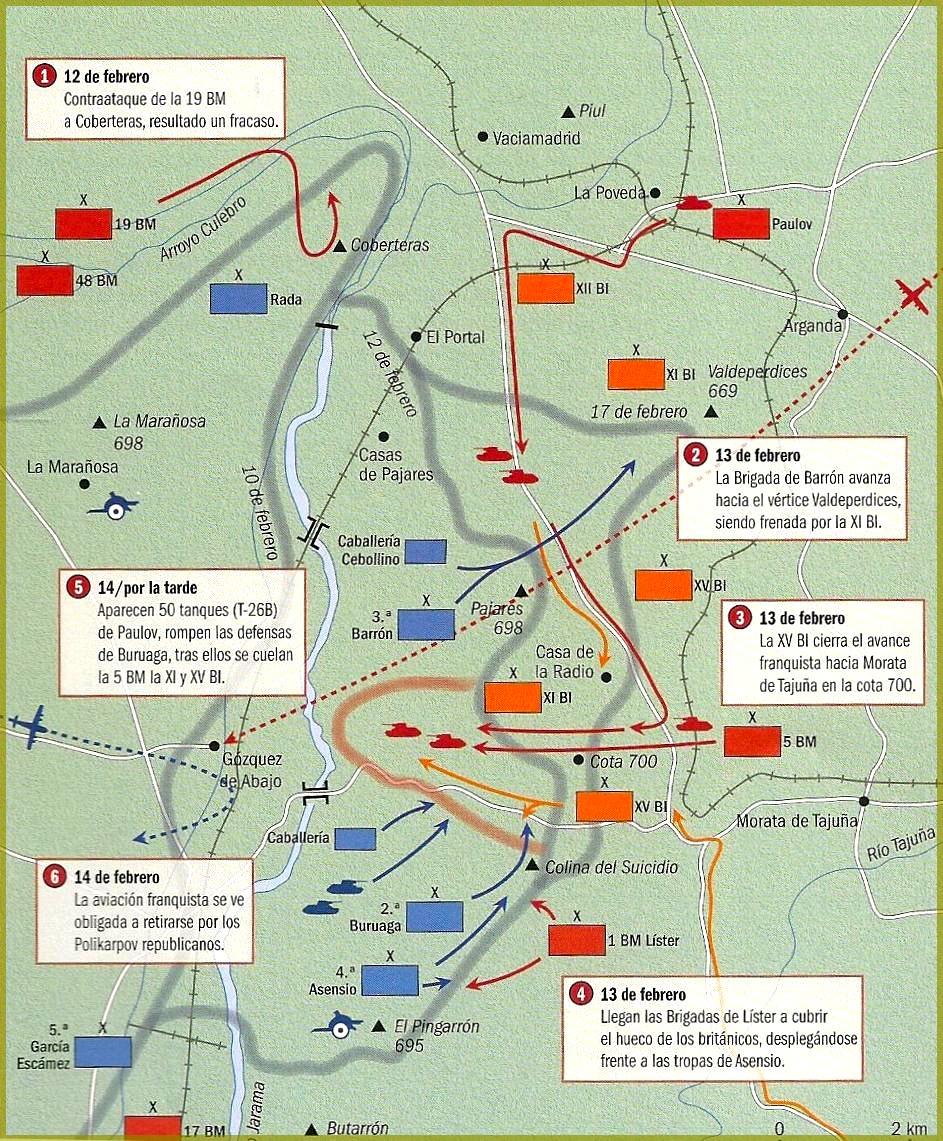
Batalla del Jarama. La iniciativa cambia de bando (12-18 de febrero de 1937). La entrada en combate de la V BM apoyada por tanques T-26 del general Pavlov logra abrir una brecha entre las Brigadas de Barrón y Buroaga empujándolas hacia el río. La Brigada de Asensio no logra tomar la cota 700 defendida por la XV BI mientras la llegada de la XIV BI presiona en el puente de Arganda. Las escuadrillas de los Polikarpov detienen a los Junkers y se adueñan del cielo castigando las líneas sublevadas. El contraataque pone en aprietos al general Varela pero nuevos refuerzos y las baterías instaladas en La Marañosa y el Pingarrón impiden una total retirada de las fuerzas sublevadas.

El día 11 las fuerzas sublevadas llegaron con rapidez al lado derecho de la carretera de Morata de Tajuña. Al día siguiente, ya sin la superioridad aérea, que se había visto sorprendida por unos cuarenta cazas rusos, otras unidades rebeldes tomaron los puentes de Pindoque y San Martín de la Vega sobre el Jarama mediante sendos golpes de mano, que los republicanos conservaban intactos para realizar su frustrada ofensiva. Ambos tenían colocadas cargas de demolición, pero fueron desconectadas o fallaron, produciéndose algún daño que no impidió el empleo de los puentes por los sublevados.
Según señaló Enrique Líster en sus memorias, a partir del día 13 el general soviético Pávlov fue el verdadero organizador de la resistencia republicana.
No pudiendo ocupar el puente de Arganda por la resistencia del batallón Garibaldi, las unidades rebeldes trataron de ocupar la meseta de Morata para dirigirse a Arganda, siguiendo el curso de la carretera de San Martín de la Vega a Morata. En una operación planeada por el general ruso Paulov, tres brigadas republicanas, junto con las Brigadas Internacionales XI y XV, frenaron el avance por la meseta. Los intentos de cruzar la zona continuaron hasta el día 15. Las tropas republicanas organizaron una contraofensiva el día 17, tratando de hacer retroceder al ejército sublevado. Los combates duraron hasta el 27 de febrero, sin que el frente apenas se moviera, destacándose los duros combates por la cota llamada "El Pingarrón" que cambió varias veces de manos y que acabó en poder de los sublevados.

## Consecuencias
Tras la batalla ambos bandos hicieron obras de fortificación y se realizaron algunas operaciones de atrincheramiento secundarias e irrelevantes. Los republicanos crearon posiciones defensivas tras el río Tajuña, para resistir una posible futura ruptura del frente, por si se volviera a repetir una ofensiva rebelde, lo que ocurrió en el mes de marzo de 1937.
El bando sublevado conservó el terreno que conquistó al otro lado del río, tras retroceder por el fracaso de cruzar el río a la altura del puente de Arganda, siguieron fortificando las posiciones ganadas y donde siguieron permaneciendo durante toda la contienda.
El bando republicano, aunque cedió algo de terreno en la batalla, detuvo la maniobra envolvente del enemigo, pero, al igual que en la Ciudad Universitaria, se vio obligada a dejar una considerable fuerza para defender la zona durante gran parte de la guerra, en detrimento de otros frentes.
La carretera de Madrid-Valencia no logró ser tomada por los sublevados, fracasando así toda la operación, pero quedó a tiro de artillería y ametralladora, siendo frecuentemente batida a la altura de Rivas, por lo que hubo que desviar el tráfico.

### Bajas
La batalla del Jarama se considera una de las más cruentas de la guerra civil española. Los distintos autores no coinciden en el número de bajas de ambos bandos. Las estimaciones mantienen entre 6000 y 7000 para las fuerzas sublevadas, y entre 9000 y 10 000 para las fuerzas republicanas, de los que más de 2500 fueron brigadistas.[cita requerida]

## Canciones de guerra
Las Brigadas Internacionales compusieron y entonaron después una canción,  Jarama Valley, tras forjarse su leyenda en la batalla, compuesta originalmente en inglés y cuya traducción es:
Fue en España en el valle del Jarama 
lugar que nunca podré olvidar 
pues allí cayeron camaradas 
jóvenes que fueron a luchar. 
Nuestro batallón era el Lincoln 
luchando por defender Madrid 
con el pueblo hermanados peleamos 
los de la Quince Brigada allí. 
Lejos ya de ese valle de lágrimas 
su recuerdo nadie borrará 
Y así antes de despedirnos 
recordemos quién murió allá.

## El campo de batalla hoy

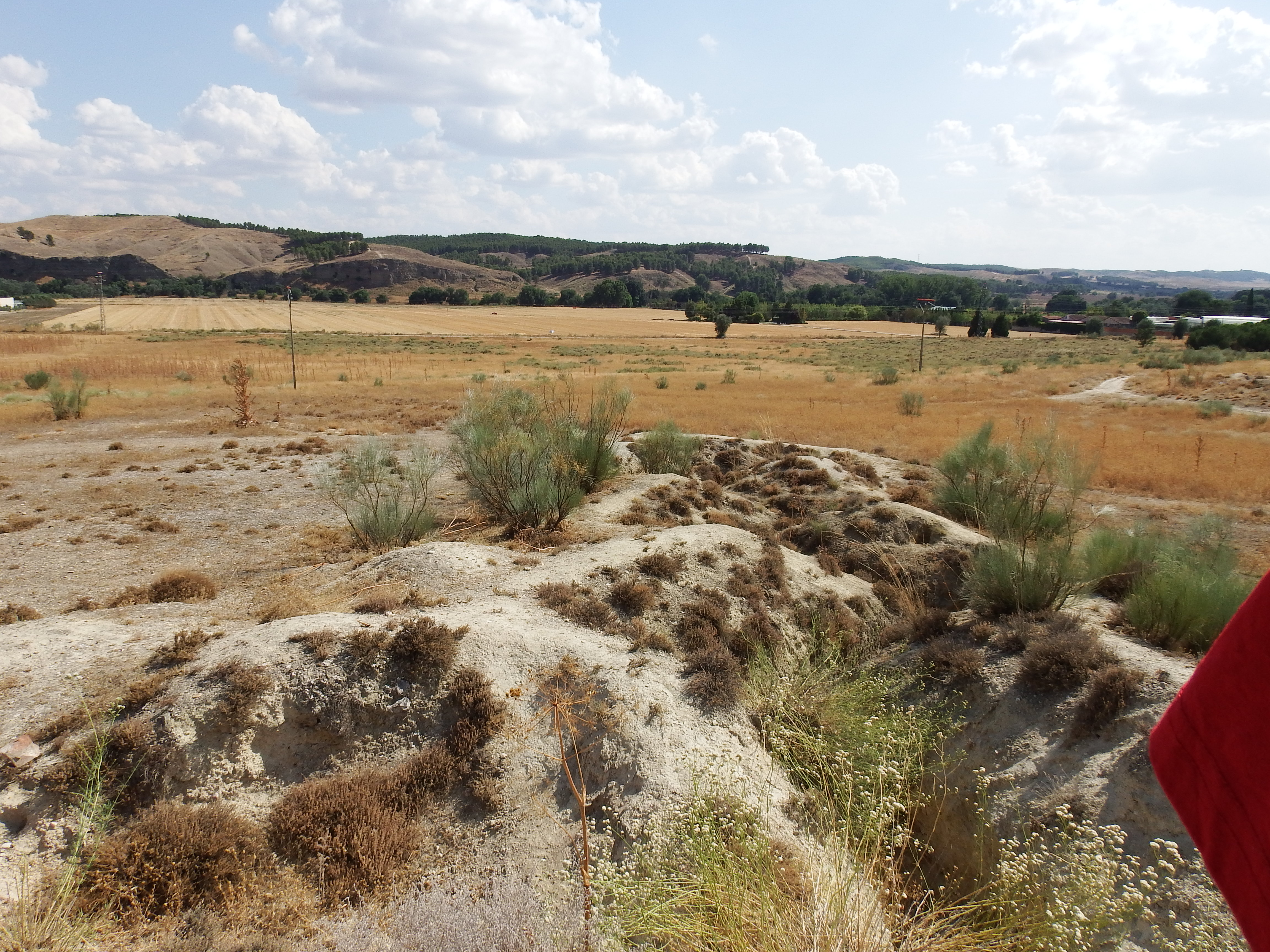
Trincheras en Rivas-Vaciamadrid, agosto de 2018

Actualmente se conservan un buen número de fortificaciones y trincheras en la zona aunque en severo peligro de desaparición y sobre los que se han realizados algunos inventarios por parte de grupos de estudiosos de historia, que han recibido muy escasa colaboración de los políticos.
Debido al interés que plantea este escenario, en ser visitado por turistas, especialmente extranjeros, se ha planteado la conveniencia de realizar un parque temático sobre la batalla con vistas a dotar de aspectos de conservación, información y seguridad en el acceso de los visitantes, así como aprovechar la creación de servicios turísticos para impulsar la creación de puestos de trabajo en los pueblos del entorno.
Existe un Centro de Interpretación en Rivas y un pequeño museo privado en Morata de Tajuña.